# Юг, Анжело
Анжело Юг (фр. Angelo Hugues; род. 3 сентября 1966, Дюнкерк, Нор — Па-де-Кале, Франция) — французский футболист, вратарь.

## Карьера
Первым клубом Юга был «Дюнкерк». Затем он перешёл в «Монако». В «Монако» находился в течение 7 лет и за профессиональную команду почти не играл. В 1993 году отправился за игровой практикой в вылетевший в третий дивизион «Генгам». В кратчайший срок, за два сезона, «Генгам» вышел в Лигу 1. Юг был основным вратарём «Генгама» и пробыл в этой команде до её вылета из Лиги 1. В 1996 году участвовал в Кубке Интертото и Кубке УЕФА. В сезоне 1998/99 играл в «Лорьяне», команде не хватило одного мяча для того, чтобы остаться в Лиге 1 по разности мячей. Следующие три сезона провёл в «Олимпик Лионе», где был дублёром Грегори Купе. В сезоне 2002/03 играл в Польше, в составе краковской «Вислы» участвовал в Кубке УЕФА, а также стал чемпионом и обладателем Кубка Польши, после чего вернулся во Францию. По его словам, информация о его игре в Катаре не соответствует действительности.
После завершения карьеры футболиста стал работать в транспортной компании.

## Достижения
- Победитель Кубка Интертото: 1996
- Финалист Кубка Франции: 1996/97
- Чемпион Польши: 2002/03
- Обладатель Кубка Польши: 2002/03